# Idiocera leechi
Idiocera leechi là một loài ruồi trong họ Limoniidae. Chúng phân bố ở miền Tân bắc.